# Rhinoderma darwinii
Grenouille de Darwin du Sud
Espèce
Synonymes
- Rhinoderma darwinii var. lateralis Werner, 1898 "1897"
- Rhinoderma darwinii var. unicolor Werner, 1898 "1897"
- Rhinoderma darwinii var. picta Werner, 1898 "1897"
- Rhinoderma darwinii var. angulata Werner, 1898 "1897"

Statut de conservation UICN

ENB2ab(iii) : En danger
La grenouille de Darwin du Sud (Rhinoderma darwinii) est une espèce d'amphibiens anoures de la famille des Rhinodermatidae, endémique du Chili et de l'Argentine. Elle est peut-être la seule représentante de son genre et de sa famille puisque la grenouille de Darwin du Nord (Rhinoderma rufum) est possiblement éteinte depuis les années 1980 (non observée depuis). Sa particularité est la néomélie, c'est-à-dire un investissement parental très spécialisé du mâle qui consiste à avaler les œufs et les incuber dans ses sacs vocaux jusqu'à ce que les têtards soient métamorphosés. Les principales menacent pesant sur Rhinoderma darwinii sont : la perte, dégradation et fragmentation d'habitat, les maladies infectieuses — notamment la chytridiomycose amphibienne due au champignon Batrachochytrium dendrobatidis — et le changement climatique,,,. L'impact des expèces exotiques envahissantes tel que la Xénope lisse (Xenopus laevis) reste aussi à éclaircir mais il a été montré que ce dernier pouvait servir de vecteur du champignon chytride Batrachochytrium dendrobatidis.
L'espèce est en déclin pour ces raisons et est classée en danger d'extinction par l'Union Internationale pour la Conservation de la Nature (UICN).

## Répartition
Cette espèce est endémique des forêts australes de Patagonie. Elle se rencontre entre 50 et 1 100 m d'altitude :
- au Chili de la province de Concepción à la province de Palena ;
- en Argentine dans les provinces de Neuquén et de Río Negro.

## Description
Sa particularité est que les têtards grandissent à l'abri dans le sac vocal du mâle. La femelle pond environ 30 œufs puis le mâle fait la garde pendant environ 2 semaines puis récupère les survivants et les transporte dans une poche de son larynx. Les têtards se développent à l'intérieur et ne sortent par la bouche du mâle lorsqu'ils sont de petites grenouilles.
La grenouille est marron à verte et mesure entre 2,5 et 3,5 cm. Elle mange des insectes et autres arthropodes.

## Étymologie
Elle doit son nom au naturaliste anglais Charles Darwin qui la découvrit lors de son voyage à bord du HMS Beagle.

## Publication originale
- Duméril & Bibron, 1841 : Erpétologie générale ou Histoire naturelle complète des reptiles, vol. 8, p. 1-792 (texte intégral).